# Medalha Van Deenen
A Medalha Van Deenen (em neerlandês:  Van Deenen penning, também Van Deenen medaille) é uma condecoração anual por pesquisas em biomembranas concedida desde 2004 pelo Instituto de Biomembranas (IB) da Universidade de Utrecht. Homenageia Laurens van Deenen (1928–1994), um pesquisador em biomembranas da Universidade de Utrecht.
Os recipientes apresentam uma palestra na conferência anual de pesquisas sobre biomembranas do instituto.
O primeiro recipiente em 2004 foi o biólogo celular Michael Sheetz da Universidade Columbia. Simultaneamente foi também recipiente da medalha o diretor durante muitos anos do IB, Arie Verkleij, condecorado com um prêmio especial. Sua medalha foi confeccionada em alumínio. O recipiente do ano 2007, Randy Schekman, recebeu o Nobel de Fisiologia ou Medicina de 2013.

## Recipientes
- 2004 Michael Sheetz
- 2004 Arie Verkleij (prêmio especial)
- 2005 Kai Simons
- 2006 Christian Raetz
- 2007 Randy Schekman
- 2008 Ari Helenius
- 2009 Gunnar von Heijne
- 2010 Tom Rapoport
- 2011 Pascale Cossart
- 2012 William T. Wickner
- 2013 Robin F. Irvine
- 2014 Scott D. Emr
- 2015 Daniel Jay Klionsky[2]